# Ceratophysella indica
Ceratophysella indica är en urinsektsart som beskrevs av John Tenison Salmon 1956. Ceratophysella indica ingår i släktet Ceratophysella och familjen Hypogastruridae. Inga underarter finns listade i Catalogue of Life.